# Wywiad z Borutą
Wywiad z Borutą – opowiadanie Łukasza Orbitowskiego i Michała Cetnarowskiego z 2016 roku, nagrodzone Nagrodą im. Janusza A. Zajdla za ten rok. 
Opowiadanie wydano w formie darmowo udostępnionego e-booka i audiobooka, w serii Legendy Polskie. Audiobook był nagrany przez Krystynę Jandę i Tomasza Drabka. W 2018 roku do sprzedaży trafiła również wersja papierowa.
Fabułą opowiadania jest dosłowny wywiad z Borutą, „szefem polskiego piekła”.